# شورای هماهنگی راه سبز امید
شورای هماهنگی راه سبز امید نام تشکیلات نزدیک به میرحسین موسوی است که پس از حصر خانگی موسوی و کروبی، مدعی است که «مسئولیت هماهنگی اعتراض‌ها را به صورت خودجوش» بر عهده گرفته‌است. اولین فعالیت این تشکل در آستانه اعتراضات جنبش سبز در ۲۵ بهمن ۱۳۸۹ و با انتشار بیانیه‌ای به جهت دعوت مردم به شرکت همراه با حفظ آرامش به این راهپیمایی، صورت گرفت.
سخنگوی این شورا از بدو تأسیس اردشیر امیرارجمند بوده است.

## انتقادات
آرش بهمنی، روزنامه‌نگار اصلاح‌طلب در نقدی به مناسبت سومین سالگرد اعتراضات به اعلام نتایج انتخابات رئیس‌جمهوری، در نوشتاری در نشریه اینترنتی روزآنلاین نوشت: «شورای هماهنگی راه سبز امید، در مدتی که از زمان تشکیل آن می‌گذرد، اگر نگوییم مهم‌ترین نقش، اما یکی از مهم‌ترین نقش‌ها را در ریزش نیروهای جنبش سبز، بروز اختلافات مختلف در آن و پراکنده و مایوس‌کردن نیروها داشته است».